# Gottfried Linke
Gottfried Linke (ur. 19 grudnia 1792, zm. 28 lutego 1867 we Wrocławiu) – przedsiębiorca, współtwórca wielkiej fabryki wagonów i lokomotyw Linke-Hofmann-Werke.
Gottfried Linke początkowo prowadził w Leśnicy zakład rzemieślniczy specjalizujący się w produkcji siodeł i powozów konnych. W miarę rozwoju kolei na Śląsku zaczął wytwarzać sprzęt dla firm kolejowych. Początkowo była to pojedyncza węglarka zbudowana dla odcinka Wrocław – Leśnica, w 1839 była to duża partia taczek dla pracowników budujących tory Kolei Górnośląskiej. W międzyczasie przeniósł produkcję z Leśnicy na ulicę Rzeźniczą w centrum Wrocławia. Wkrótce połączył swoją fabrykę z zakładem braci Hofmann, zapoczątkowując firmę Linke-Hofmann-Busch-Werke, produkującą głównie wagony i lokomotywy. Mieszkał przy ul. Drzewnej 6, gdzie miał też biuro swojego przedsiębiorstwa. Po śmierci pochowano go na reprezentacyjnym cmentarzu Wrocławia Wielkim Cmentarzu.
Pamięci Linkego poświęcono 31 grudnia 1930 nieistniejącą dziś ulicę w Leśnicy (Linkestrasse), leżącą między współczesnymi ulicami – Krępicką i Eluarda. W 1945 została przemianowana na Bujną.
Obecnie ulica Gotfryda Linkego mieści się na osiedlu Jagodno.